# زیر شن (فیلم ۲۰۱۵)
زیرِ شن (به دانمارکی:Under sandet) که در آمریکا با نام سرزمین مین (به انگلیسی:Land of Mine) شناخته میشود فیلمی دانمارکی-آلمانی در ژانر درام تاریخی به کارگردانی مارتین زاندولیت است که در سال ۲۰۱۵ اکران شد. این فیلم در بخش پلت فرم جشنواره بین‌المللی فیلم تورنتو ۲۰۱۵ پخش شده است. فیلم با الهام از حوادث واقعی است که به ندرت در کتب تاریخی توصیف شده‌اند و داستان اسرای جنگی آلمانی را باز گو می‌کند که برای پاکسازی میادین مین در دانمارک پس از جنگ جهانی دوم فرستاده شده‌اند. تصور بر این است که که بیش از ۲۰۰۰ سرباز آلمانی مجبور به کشف مین شدند که تقریباً نیمی از آنها جان خود یا عضوی از بدن خود را از دست دادند. زیر شن به عنوان نماینده دانمارک در هشتاد و نهمین دوره جوایز اسکار در این مراسم شرکت کرد و در بخش بهترین فیلم خارجی زبان نامزد شد اما این جایزه در نهایت به فروشنده به کارگردانی اصغر فرهادی رسید.

## داستان
در روز پس از تسلیم آلمان در می ۱۹۴۵ گروهی از اسرای جنگی جوان آلمانی تحویل مقامات دانمارکی شدند. این اسرا به سواحل غربی دانمارک فرستاده شده و در آنجا به آن‌ها دستور داده شد تا بیش از دو میلیون مینی را که آلمانی‌ها در زمان جنگ در شن و ماسه امتداد ساحل کار گذاشته بودند را پاکسازی نمایند. این اسرای نوجوان با دست خالی و در حال خزیدن بین شن و ماسه و تحت فرماندهی گروهبان خشن دانمارکی، کارل لئوپولد راسموسن (رولاند مولر)، مجبور به انجام این کار خطرناک می‌شوند. کاری که هر روز جان عده‌ای از اسرا را می‌گیرد. فرمانده دانمارکی به اسیران قول می‌دهد که پس از پایان پاکسازی تعدادی از میادین مین آن ها را آزاد خواهد نمود.
در حین پاکسازی میادین مین روابط بین فرمانده دانمارکی و اسیران آلمانی دست خوش فراز و فرود های فراوانی می شود. در آغاز فرمانده از همه آلمانی ها و نازی ها متنفر است و با سربازان جوان آلمانی رفتار خوبی ندارد و اسرای آلمانی حتی از وعده غذایی مناسب محروم هستند. با این حال هنگامی که فرمانده دانمارکی گرسنگی سربازان آلمانی را می بیند از پادگان نظامی دانمارکی‌ها برای آن های غذا می دزدد. در موقعیتی دیگر او سربازی آلمانی متعلق به گروه را از دست گروهی از سربازان مست دانمارکی و بریتانیایی نجات میدهد. اما این رفتار و رابطه خوب با کشته شدن سگ گروهبان دانمارکی در میدان مین پاک شده توسط مینی که پیدا نشده بود پایان می یابد. و گروهبان مجدداً شروع به پرخاش گری و بد رفتاری با اسیران آلمانی می کند.
با گذشت زمان و با کشته شدن تدریجی سربازان آلمانی هنگام پاک سازی مین ها دوباره حس همدردی و حس مشقتی که بر این اسیران آلمانی وارد می شود رابطه گروهبان و اسیران را نزدیک و نزدیکتر می کند. در انتهای فیلم هنگامی که فرماندهی ارشد نظامی دانمارک از آزاد کردن تنها چهار اسیر آلمانی بازمانده از گروه اسرا سر بازمی‌زند، گروهبان دانمارکی اسیران را در نزدیکی مرز آلمان از اتومبیلش پیاده کرده و به سمت مرز آلمان فراری می‌دهد.

## بازیگران
- رولاند مولر در نقش گروهبان کارل
- میکل فلسگورد در نقش ستوان اِب
- لورا فرض در نقش کارین
- لوئیس هافمن در نقش سباستین شومن
- جوئل باسمن در نقش هلموت مربچ
- اسکار بوکلمان در نقش لودویگ هافکه
- امیل بوشو در نقش ارنست لسنر
- اسکار بوشو در نقش ورنر لسنر
- لئون زایدل در نقش ویلهلم هان
- کارل الکساندر سیدر در نقش مانفرد
- ماکسیمیلیان بک در نقش اوت کلوگر
- آگوست کارتر در نقش رادلف سلک
- تیم بولو در نقش هرمان مارکلین
- الکساندر راش در نقش فریدریش شونور
- ژولیوس کوچینک در نقش یوهان ولف

## تولید
فیلمبرداری در ماه ژوئیه ۲۰۱۴ آغاز و در ماه آگوست ۲۰۱۴ به پایان رسید. این فیلم در مکان های تاریخی معتبر از جمله در Oksbøllejren و مناطق در وارد فیلمبرداری شد.

## جوایز
| سال  | جشنواره                        | بخش                    | نامزدی         | نتیجه    | جایزه |
| ---- | ------------------------------ | ---------------------- | -------------- | -------- | ----- |
| ۲۰۱۷ | هشتاد و نهمین دوره جوایز اسکار | بهترین فیلم خارجی زبان | مارتین زندولیت | نامزدشده | اسکار |